# Conjuntos causales
Los conjuntos causales suponen una forma de aproximación a una teoría cuántica de la gravedad propuesta por Rafael Sorkin y colaboradores en 1987, si bien había propuestas previas de ’t Hooft y de Myrheim. en 1978.
Sus orígenes descansan en la tradición de ver el orden causal de un espaciotiempo como su estructura más fundamental. Las ideas clave de su formulación son: 
- El espacio-tiempo es discreto. De este modo el espaciotiempo continuo se concibe como una descripción efectiva de algo más profundo.
- Sobre el conjunto discreto de los puntos del espaciotiempo está definida una relación de orden parcial. Esta relación de orden abstrae la relación de causalidad que se da entre los puntos de un espaciotiempo ordinario.

Una vez axiomatizadas estas ideas, se produce una nueva estructura discreta en la que se pretende basar una teoría de la gravedad cuántica. Posteriormente se intenta recuperar, a partir de esta estructura, la estructura geométrica del espaciotiempo continuo.

## Definición formal
Un conjunto causal es un conjunto {\displaystyle C} con una relación de orden parcial {\displaystyle \prec } que es: 
- Irreflexiva: {\displaystyle \quad x\nprec x\;\forall x\in C}
- Transitiva: {\displaystyle \quad x\prec y\prec z} implica {\displaystyle x\prec z\;\forall x,y,z\in C}
- Localmente finita:{\displaystyle \quad } card{\displaystyle (\{y\in C|x\prec y\prec z\})<\infty \;\forall x,z\in C}.

Aquí card({\displaystyle A}) denota el cardinal del conjunto {\displaystyle A}. 
Matemáticamente, los dos primeros axiomas son los que satisface cualquier relación de orden parcial estricto.